# Valeriodes pardaria
Valeriodes pardaria là một loài bướm đêm trong họ Noctuidae.